# 白馬の禍
白馬の禍（はくばのか）は、唐末に朱全忠が朝廷の官僚を殺害した事件である。別名、白馬駅の禍とも。

## 経過
天祐2年（905年）7月5日、朱全忠は腹心の李振の煽動によって、滑州の白馬駅（現在の河南省安陽市滑県の境）において、左僕射裴枢・新任の静海軍節度使独孤損・右僕射崔遠・吏部尚書陸扆・工部尚書王溥・守太保趙崇凝・兵部侍郎王賛らの「衣冠清流」と呼ばれる官僚を一度に殺害し、死体を黄河に遺棄した。歴史上、これを「白馬の禍」という。
李振は咸通・乾符年間に何度も科挙に落第しており、門閥を激しく憎んでいた。後に李振は朱全忠に対し、「このような輩は清流だと自称していたが、黄河に身を投げたので永遠に濁流となってしまった」と述べた。朱全忠は、これを聞いて笑ったという。

## 結果
朱全忠は麻を割くが如く人を殺し、部下・捕虜・士人に対しては等しく殺人的な性格で接しており、その残忍さは歴史上前例を見ない。後に後梁の謀士の水準は、李振や敬翔など失意のうちにあった文人の水準にとどまっており、そのため朱全忠の生前においては李存勗をはじめとするその他の軍閥を徹底的に排除することができなかったとされる。
北宋の欧陽脩は『新五代史』「梁家人伝」において、「梁の悪は極まった。盗賊から身を起こして唐を滅ぼすまで、その遺毒は天下に広まっている。天下の豪傑は四方八方から立ち上がっており、胸に刀を刺そうとしない者があろうか（いや、誰でもそのようなことをする）」と批評している。
白馬の禍の後、唐の朝廷の勢力の根本が破壊された。しかしこの時に多くの者を殺したため、恐れた士人が官位に就こうとしなかった。そのため朱全忠はこれを悔やみ、仇敵である宰相の柳璨に白馬の禍の罪を着せた。朱全忠は柳璨と唐の昭宗の妻何太后が唐の帝室を復興させようとしているとの誣告を聞き、柳璨と何太后を殺害した。
天祐4年（907年）、朱全忠は唐の哀帝を廃して自ら皇帝に即位し、国号を「梁」と改めた。ここに歴史上「後梁」と称される王朝が始まり、唐は正式に滅亡した。